# Низковский, Павел Васильевич
 Низковский Павел Васильевич  (8 ноября 1931 года, село Турья Сновского района Черниговской области, Украина — 26 августа 2006 года, город Полоцк, Витебская область, Беларусь) — белорусско-русско-украинский писатель-сатирик, и писатель-юморист, литературный критик.

## Биография и творческий путь
Павел Низковский родился в 1931 году в селе Турья Черниговской области. Здесь же закончил семилетку, затем старшие классы в посёлке Щорс (ныне город Сновск). В 1953 году П. Низковский — выпускник Чкаловского военно-авиационного училища штурманов в городе Оренбурге. После окончания училища четыре года отслужил в Забайкалье штурманом на реактивных самолётах «Ил-18». 

В результате сокращения армии, Павел Низковский, уволенный в запас, трудился учителем в школе и, параллельно, с 1960 года по 1965 годы, осваивал новую профессию, учась на филологическом факультете в Читинском педагогическом институте им. Н.Чернышевского. На четвёртом курсе института его пригласили на должность инспектора отдела народного образования Карымского района. Здесь он проработал в общей сложности 19 лет. 

С 1973 года по 1983 годы П. Низковский заведовал промышленно-транспортным отделом в районной газете «Красное знамя». Состоял членом Союза журналистов СССР. 

С августа 1990 года по семейным обстоятельствам семья Низковских переезжает в город Полоцк. Здесь Павел Васильевич устанавливает тесные творческие контакты с городскими литературными объединениями «Полоцкая ветвь» и «Наддвинье», пишет статьи, рецензии, в которых анализирует творчество полочан, даёт ценные рекомендации начинающим авторам.

На 75-м году жизнь Павла Васильевича Низковского оборвалась.

## Литературная деятельность
Ещё в школьные годы юный Павел начал сочинять первые стихи. А первые опыты в прозе относятся к 70-м годам прошлого столетия. Много печатается в местных, районных и центральных СМИ. В августе 1980 года П. Низковский стал участником областного совещания молодых литераторов, руководители творческих семинаров которого отметили высокий уровень его басен в прозе, столь редкий литературный жанр в наше время. Стараниями секретаря областной писательской организации Евгения Куренного в литературном альманахе «Сибирь» состоялась первая солидная публикация басен в прозе П. Низковского. А в 1983 году в журнале «Байкал» была помещена крупная подборка басен в прозе. Первая авторская книга писателя «Взгляд на мир» увидела свет в 1985 году в Восточно-Сибирском книжном издательстве. В аннотации к ней отмечалось: «В своих баснях, написанных прозой, он высмеивает бюрократизм, приспособленчество, чванство». Через два года в этом же издательстве вышла повесть Павла Низковского «Пришей, Степан, половицу». 

В 90-х годах выходят из печати его книги прозаических басен и пародий «Чудо в перьях», «Виват, проказники, виват!», «Нестандартная любовь». 

В предисловии книги «Чудо в перьях» отмечено: «В баснях ощущаются проблемы сегодняшнего дня, дыхание нашего непростого времени… Вызовут не только улыбку, но и серьёзные размышления о проблемах современности литературные пародии, полные мягкого юмора, а нередко и сарказма». Много публикаций его произведений проходит в периодических изданиях, в том числе в газете «Вестник культуры» и журнале «Западная Двина», и в коллективных сборниках. 

В феврале 1998 года П.Низковский принят в Белорусский литературный союз «Полоцкая ветвь». При поддержке коллег по организации увидели свет книги его повестей «Осенний заезд», «Фёдор неугодный», были опубликованы подборки стихов и пародий в коллективных сборниках «Полоцкий альбом», «Разлив», «Острова» и др. 

Как отмечали литературные критики, в своих произведениях Павел Низковский всегда придерживался ясности, простоты и, в то же время, художественного взгляда на мир. Особенно примечательны в его творчестве басни в прозе, в которых автор в аллегорической форме высмеивал отрицательные грани в быту и на производстве: лицемерие, протекционизм, подхалимство… Но за всем этим просвечивало благотворное желание сделать людей добрее и праведнее. 

В рукописях находится ещё несколько законченных и интересных произведений П. Низковского: повести, поэмы, роман в двух книгах. В своей последней автобиографии незадолго до смерти он отметил: «Полон творческих планов — на зависть другим».

### Авторские книги
- «Взгляд на мир». Басни в прозе / Павел Низковский; [Худож. В. В. Дейкун], 28 с. ил., 17 см, Иркутск Вост.-Сиб. кн. изд-во, 1985
- «Пришей, Степан, половицу». Сб. повестей и рассказов. Восточно-Сибирское кн.изд., Иркутск, 1987
- «Чудо в перьях». Басни в прозе и литературные пародии. Полоцк, 1991
- «Виват, проказники, виват!». Пародии на авторов сборника «Русло». БЛС «Полоцкая ветвь». Полоцк, 1997
- «Осенний заезд». Повесть. БЛС «Полоцкая ветвь». Полоцк, 2002
- «Фёдор неугодный». Повесть. БЛС «Полоцкая ветвь». Полоцк, 2002
- «Непойманные мысли». Басни в прозе, литературные пародии, юморески. Издатель Судник А. И. Полоцк, 2006 ISBN 985-6650-32-1

### Коллективные сборники и СМИ
- Басни в прозе. «Учительская газета», газета, № 1 — 21, 1973
- «Сибирь». Литературный альманах за 1980 г. Иркутск. 1980
- «Байкал». Литературно-художественный журнал. Иркутск. № 3,1983
- Басни в прозе и пародии. «Красное знамя», газета, 1968—1989 гг.
- Басни в прозе. «Комсомолец Забайкалья», газета, 1969—1985 гг.
- Басни в прозе. «Сельская новь», газета, 1979—1987 гг.
- Заявка на успех. О сб. стихов «Сумерки». «Сцяг камунізму», газета, № 190(11200) от 04.12.1990. P.— 2-3
- «Ладья». Второй сборник стихов литературной группы «Полоцкая ветвь». Литературные пародии. Полоцк, 1992. Р.— 100—107
- «Полоцкій летописецъ». Историко-литературный журнал, Полоцк, № 1, 1992. Р.— 110
- «Полоцкій летописецъ». Историко-литературный журнал. Полоцк, № 2, 1993. Р.— 100—103
- Литературные пародии. «Вестник культуры», газета, № 2(6), октябрь, 1997. P.— 8
- Первое поручение. Главы из романа «Отравленные ложью». «Вестник культуры», газета, — № 1(7), июль-август, 1998. P.— 7
- Басни в прозе и литературные пародии. «Полоцкий вестник», газета, 1990—2000 гг.
- «Разлив». Пятый сборник стихотворений. БЛС «Полоцкая ветвь». Полоцк, 2000. С.— 173—185
- «Полоцкий альбом». Стихи поэтов Полотчины. Logos, СПб, 2004. Р. — 174—178
- Нужна ли поэтическая индустрия? «Вестник культуры», газета, № 6(25), 2005. P.— 2
- Пародии. «Вестник культуры», газета, № 7(26), 2005. P.— 6
- Басни в прозе. «Вестник культуры», газета, № 9(40), 2006. P.— 6
- Басни в прозе. «Западная Двина», журнал, № 2(9), 2006. P.— 165—168
- «Все мы крови одной». Стихи и проза. Издатель А. Судник. Зелёная лампа. Полоцк, 2006. Р.— 88-95
- «Душа-звонница». Стихи, проза. Издатель А. Судник. Зелёная лампа. Полоцк, 2006. Р.— 111—115
- «Острова». Шестой сборник стихотворений. Полоцкое отделение БЛС «Полоцкая ветвь». Издатель А. Судник. Полоцк, 2006. Р.— 140—147

### СМИ об авторе и его творчестве
- Автографы берите, пока нет очереди. Телятко А. «Ленінскi сцяг», газета, № 44(8779), 04.05.1991. P.— 2
- Полоцкая ветвь. Светлый А. «Новая газета», газета, № 4(61), 12.01.1993. P.— 3
- «Полоцкая ветвь»: шаги вперёд. Зайцев О. «Журналист», газета, № 7(254), июнь, 1993. P.— 6
- Полоцкий альбом. «Информ плюс», газета, № 36, 02.09.2004. P.— 2
- Достоинства и недостатки «Разлива». А. Я. «Западная Двина», журнал, № 1(8), 2006. P.— 169—180
- «Осенний заезд». Книга почтой. «Вестник культуры», газета, № 1(15), 2003. P.— 4
- «Фёдор неугодный». Книга Почтой. А. Я. «Вестник культуры», газета, № 4(19), 2004. P.— 8